# Synspective
株式会社Synspective（シンスペクティブ）は小型SAR衛星を開発、運用し、衛星データを提供するとともに、衛星データを活用したソリューションサービスを提供する日本の企業。
内閣府「ImPACT」プログラムの成果を応用した独自の小型合成開口レーダー（SAR）衛星を開発し、観測したデータを販売している。また、衛星データとマシーンラーニングを活用した企業・政府向けのソリューションを提供している。

## 歴史
2018年2月創業。企業名はミッションであるSynthetic Data for Perspectiveに基づく。2019年7月には宇宙スタートアップ企業として世界最速で累計資金109億円を調達した。2020年12月、初の実証衛星StriX-α（ストリクス・アルファ）を打上げ、2021年2月、日本の民間企業による小型SAR衛星（100kg級）として初めて画像の取得に成功した。2022年3月、自社２機目の実証衛星「StriX-β」の打上げ、同年7月に初画像の取得に成功。2022年9月、自社3機目、実証商用機「StriX-1」の打上げ、同年12月に初画像の取得に成功。2024年3月、4号機「StriX-3」打上げ、同年4月に初画像の取得に成功。2024年8月、5機目の衛星を打上、同年9月に初画像の取得に成功。2030年までに30機の衛星群（コンステレーション）を構築することを目指している。
2024年6月、Rocket Lab社が提供するエレクトロン・ロケットで、10機の衛星打上げを行うことに合意。
2024年7月、日本最高分解能25cmのSAR画像取得に成功。
2024年9月、小型SAR衛星の製造事業所「ヤマトテクノロジーセンター」の本格稼働を開始。拠点としては、東京本社、シンガポール支社に続く、3拠点目となる。
2024年12月19日に東京証券取引所グロース市場に上場。

## Synspectiveの衛星の特徴
Synspectiveの衛星は、政府が主導した革新的研究開発推進プログラム「ImPACT」の「オンデマンド即時観測が可能な小型合成開口レーダ衛星システム」開発事業の成果を応用した独自の小型合成開口レーダー（SAR）衛星である。SAR衛星は雲を透過するマイクロ波を使って地形や構造物を観測するため、日中・夜間や天候によらず観測が可能で、雲の下にある地表も観測が可能。雲に覆われることが多いアジアなど、光学衛星では観測が困難な地域で特に活用が見込まれる。重量は100kg級である。

### コンステレーション構想
Synspectiveは2020年代後半には30機のコンステレーション（衛星群）構築を目指している。低軌道を周回する30機のコンステレーションにより、世界のどの地域で災害が発生しても、数時間以内に観測することが可能になる。

### StriX（ストリクス）シリーズ
2020年12月15日、初の実証機StriX-α（ストリクス・アルファ）をニュージーランドのマヒア半島にある発射場からロケット・ラボ社のエレクトロンロケットにより打ち上げた。2021年2月、日本の民間の小型SAR衛星（100kg級）として初めて画像取得に成功している。同機は、世界初のスロットアレーアンテナ方式を採用しており、7枚の軽量・薄型アンテナパネルで構成されている。衛星打ち上げ時は折りたたまれて80センチ角の非常にコンパクトなサイズで、小型ロケットのフェアリングにも収まるサイズになる。衛星が周回軌道に載ったあと、自動的に約5メートルのアンテナとして展開する。

### 観測モード
Strixシリーズでは、ストリップマップモード（Stripmap Mode）モード、スライディングスポットライトモード（Sliding Spotlight Mode）、ステアリングスポットライト（Staring Spotlight）の3種類の観測モードのデータを提供するとしている。

#### ストリップマップモード（Stripmode Mode)
Stripmapモードでは、アンテナビームの中心は、ほぼ一定のオフナディア角を保持して、衛星と連動し移動する。アンテナビームによって、地表面は電波で連続的に照らされ、衛星の軌道方向に連続して撮像される。この撮像モードでは、撮像幅及び撮像域（シーン）の長い画像を、スラントレンジ分解能 1.8m × スラントアジマス分解能 2.6mで撮像できる。

#### スライディングスポットライトモード (Sliding Spotlight Mode)
SAR画像のアジマス分解能は、電磁パルスの照射時間とドップラー帯域幅に比例する。Sliding Spotlightモードでは、アンテナビームをStripmapモードより遅く走査することで、電磁パルスをより長い時間、地表の特定箇所に照射する。これにより、Sliding SpotlightモードではStripmapモードよりも高解像度の画像を得ることができる。Sliding Spotlightモードでは、スラントレンジ分解能0.5m×アジマス分解能0.9mで撮像できる。

#### ステアリングスポットライトモード (Staring Spotlight Mode)
Staring Spotlightモードでは、Sliding Spotlightモードと同様に、地表の特定箇所に照射する。ただし、Staring Spotlightモードは、より観測域を狭めて照射する。そのため、Sliding Spotlightモードより高解像度の画像を得ることができる。

## ソリューションサービス
衛星データの提供に加え、Synspectiveは顧客の課題にあわせ、衛星データを他のデータと組み合わせたLand Displacement MonitoringやFlood Damage Assessmentなどのソリューションの提供も行っている。

### Land Displacement Monitoring
Land Displacement Monitoringは衛星データを用いて広域の地盤変動を解析し、その結果を提供するソリューションサービス。地盤沈下や土砂災害のリスクを把握し、災害時に人が立ち入りにくい場所での現地調査や、土地のリスクマネージメントに関わる分野での活用が可能。

### Flood Damage Assessment
Flood Damage Assessmentは災害対応のための浸水被害（浸水域、浸水深、被害道路、被害建物）を評価するソリューションサービス。発災時に、広範な地域の被害状況が一次情報に基づいて把握を可能にし、迅速な対応に資することを目的としたもの。SAR衛星の天候に左右されない地上観測の特性を活かし、広範な地域の浸水被害の有無を迅速に把握することや、道路・建物などの施設への影響範囲を特定が可能。